# Pasquale Amato
Pasquale Amato (né à Naples le 21 mars 1878  et mort à Jackson Heights le  12 août 1942) était un baryton lyrique italien. Amato jouit d'une réputation internationale mais atteint son apogée à New York où il chante au Metropolitan Opera de 1908 à 1921.

## Début de carrière

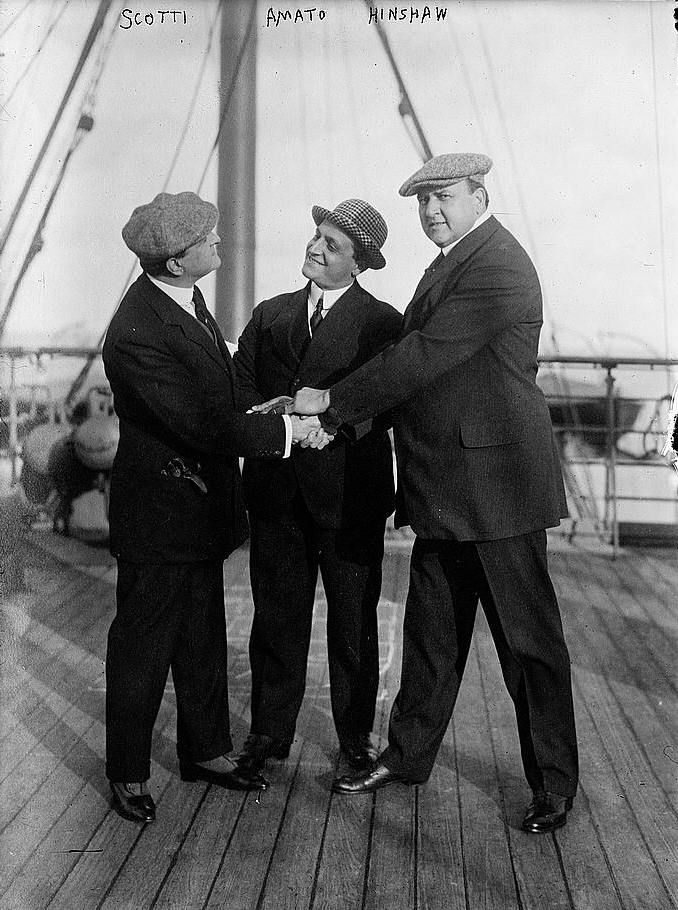
Antonio Scotti, Pasquale Amato et William Hinshaw à bord du le 29 octobre 1912.

Amato est né à Naples et a étudié localement au Conservatoire San Pietro a Majella de Naples de Beniamino Carelli et Vincenzo Lombardo qui a également enseigné le chant à Enrico Caruso. En 1900, il fait ses débuts au Teatro Bellini de Naples en tant que Germont père  dans La traviata . Des engagements suivent à Gênes et à Rome. Au cours des années suivantes, il  chante à Monte Carlo, en Allemagne et en Argentine. En 1904, il se produit à la Royal Opera House de Londres avec la compagnie du Teatro San Carlo.
Il est engagé par La Scala de Milan et y chante en 1907 sous la baguette d’ Arturo Toscanini. Sa voix est devenue un instrument de premier plan et est félicité pour sa polyvalence et son intégrité artistique. En 1913, il a l'honneur de prendre part à la célébration du centenaire de Giuseppe Verdi au théâtre de Busseto. Il est apparu à la commémoration dans La Traviata et  Falstaff sous la direction de Toscanini. Avant de faire la première guerre mondiale, Amato a notamment interprété des rôles lyriques comme Amonasro dans Aida, Marcello dans La Bohème, le rôle principal dans Rigoletto et Golaud dans Pelléas et Mélisande, Kurwenal dans Tristan et Isolde, Scarpia dans Tosca et Barnaba à La Gioconda.

## New York
Amato a repris certains de ces rôles au Metropolitan Opera, où opérait Toscanini  et où Amato a fait ses débuts en 1908. Il a maintenu un programme de performances éprouvant au Met jusqu'à ce qu'il quitte la compagnie en 1921, apparaissant dans plusieurs œuvres lyriques qu'il n'avait jamais interprétées auparavant. En 1910, il chante  Armide de Gluck avec Olive Fremstad, Enrico Caruso, Louise Homer et Alma Gluck. En décembre de la même année, il joue le rôle de Jack Rance dans La fanciulla del West de Puccini, aux côtés de Caruso, Emmy Destinn, Dinh Gilly et Antonio Pini-Corsi .

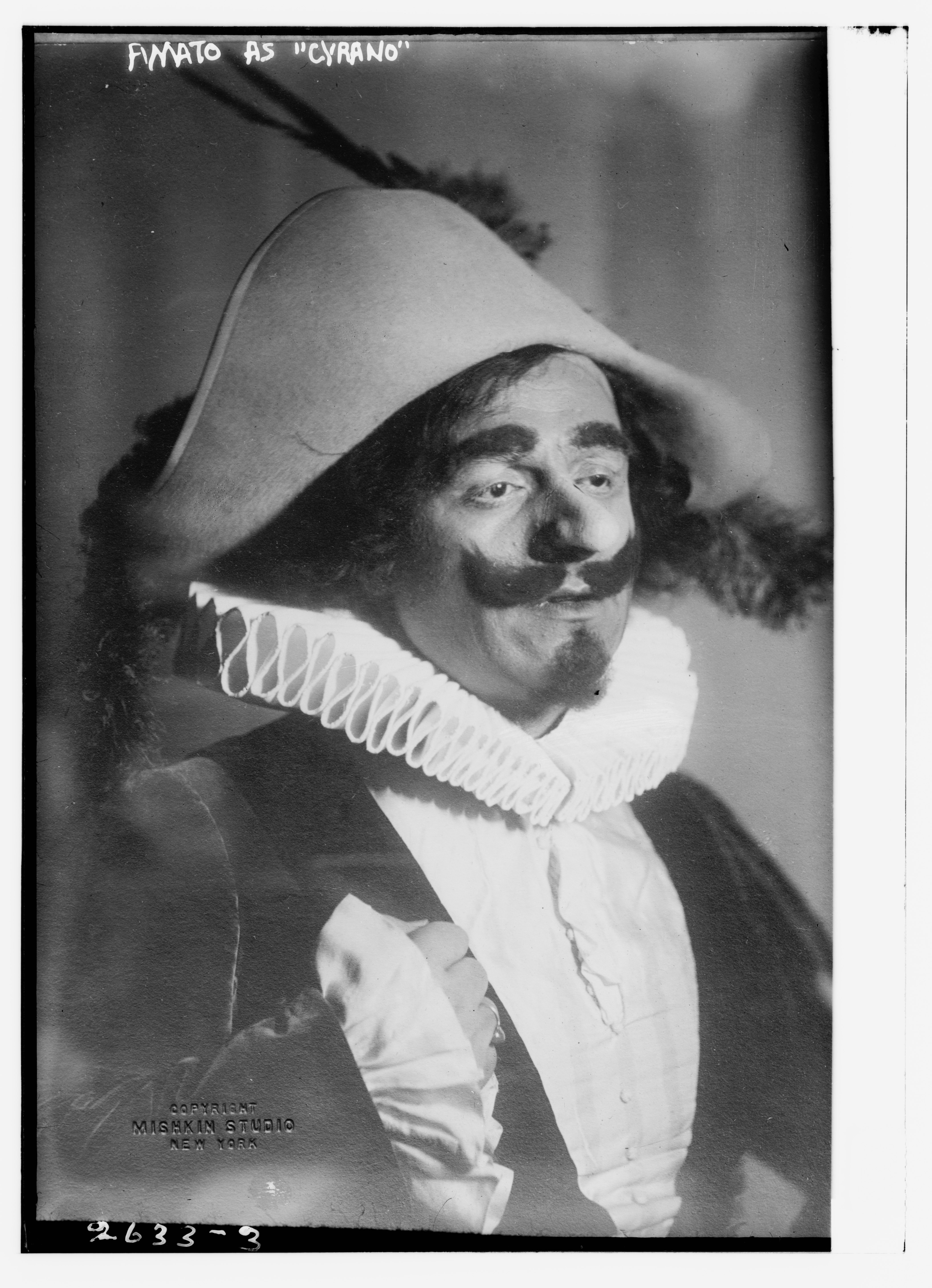
Pasquale Amato en Cyrano, vers 1913.

Amato est désormais une célébrité et son retour aux États-Unis par bateau en octobre 1912 avec ses compagnons  barytons, Titta Ruffo, Antonio Scotti et William Hinshaw, et la soprano Lucrezia Bori, bénéficie d' une importante couverture de presse.
En 1913, Amato joue le rôle principal dans Cyrano de Walter Damrosch ; Frances Alda et Riccardo Martin figurent également dans la distribution. Il a également joué dans la production de cette année-là d' Un ballo in maschera avec Caruso, Destinn, Margarete Matzenauer et Frieda Hempel, et à nouveau avec eux dans Mefistofele d' Arrigo Boito. Amato a été particulièrement admiré en tant que Escamillo dans Carmen, aux côtés de Geraldine Farrar, Caruso et Alda, lorsque l'opéra a été relancé avec succès en 1914.
Également en 1914, il interprète le rôle de Manfredo (aux côtés d'Adamo Didur et de Lucrezia Bori ) dans L'amore dei tre re de Montemezzi, lorsque cette nouvelle œuvre parvient à New York, et en 1915, il joue le rôle de Napoléon dans Madame Sans Gêne. En 1916, il donne la première représentation américaine du rôle de Giovanni dans Francesca da Rimini de Riccardo Zandonai (aux côtés d'Alda et de Giovanni Martinelli ) et, en 1918, de Gianetto (avec Farrar, Caruso et Didur) dans Lodoletta de Pietro Mascagni.
L'agenda très chargé d'Amato au Met a eu des répercussions sur sa voix et sa santé. Il se retire en Italie dans les années 1920 pour se détendre et récupérer, mais en 1933, 25 ans après ses débuts aux États-Unis, il apparaît de nouveau à l' hippodrome de New York, interprétant le rôle de Germont père. Amato a une affinité avec les États-Unis et, en 1935, il est nommé directeur des études de chant et d'opéra à la Louisiana State University, où en 1939 il est fait membre honoraire du Beta Omega Chapter de la Mu Alpha Sinfonia Fraternity.
Pasquale Amato est mort à l'âge de 64 ans à Jackson Heights, dans le Queens .

## Évaluation
Amato à son apogée possédait une superbe voix haute de baryton d'une large gamme. Selon Michael Scott dans The Record of Singing, il sa voix émettait un son vibrant  unique qui ne pouvait pas être confondu même s'il n'était pas au niveau de l'instrument vocal  de sa  contemporaine Titta Ruffo. Pasquale Amato qui a également chanté avec un phrasé magistral et cantabile  est l'un des chanteurs les mieux dotés de son temps.

## Enregistrements
Un nombre important d'enregistrements d'airs d'opéra ont été enregistrés par Amato en Amérique pour la Victor Talking Machine Company, notamment des duos avec Caruso et d'autres stars du Met. Son enregistrement de 1914 de Eri tu (de Un Ballo in Maschera ), par exemple, est considéré par de nombreux critiques comme la version enregistrée la plus raffinée.
Avant son contrat avec Victor, Amato avait réalisé une série de disques en Italie pour Fonotipia Records, comprenant des airs d'opéra et un A Sirena remarquablement intime. Plus tard, en 1924, il enregistre  des disques  de mauvaise qualité pour la compagnie Homophone. Il est connu pour n’avoir réalisé qu’un seul enregistrement électrique: une chanson napolitaine produite par la société Vitaphone en 1927. Des versions sonores et animées de la chanson ont récemment fait surface. Amato est également apparu comme  acteur dans un film de Warner Bros., interprétant Napoléon dans Glorious Betsy, un film  muet de 1928.

## Prix
En plus de recevoir les honneurs du gouvernement italien, Amato est nommé membre honoraire du Beta Omega Chapter de la Phi Mu Alpha Sinfonia à la Louisiana State University en 1939.

## Remarques
1. 1 2 3 4 5 6  (it) Angelo Mattera, « AMATO, Pasquale in "Dizionario Biografico" », sur treccani.it, 1960 (consulté le 3 mai 2019).
2. ↑  « $2,000 Baritone Says the Art of Song Is Declining in Italy – Likes Shakespearean Roles. », The New York Times,‎ 29 octobre 1912 (lire en ligne, consulté le 21 décembre 2009) :« The steamship George Washington brought in several important additions to the operatic forces in America yesterday. Its passenger list included the names of Titta Ruffo, the $2,000 baritone, and Lucrezia Bori, the Spanish soprano. Besides Ruffo there were three other baritones on board – Antonio Scotti, Pasquale Amato, and William Hinshaw. »
3. ↑  Gustav Kobbé's Complete Opera Book, passim.
4. ↑  Paraphrased from Scott 1977, 116–117.
5. ↑  "Getty to fund 25+ operatic Vitaphones"

## Sources de traduction
- (en) Cet article est partiellement ou en totalité issu de l’article de Wikipédia en anglais intitulé « Pasquale Amato » (voir la liste des auteurs).